# Kopači (Republika Serbska)
Kopači (cyr. Копачи) – wieś w Bośni i Hercegowinie, w Republice Serbskiej, siedziba gminy Novo Goražde. W 2013 roku liczyła 127 mieszkańców.